# 常陸吉田氏
常陸吉田氏（ひたちよしだし）は、日本の氏族。常陸平氏の一族。後に惣領の座を得る。吉田大掾家とも。通字は常陸平氏のそれである「幹」（もと）。

## 概要
平繁幹の次男・清幹が常陸国那珂郡吉田郷にて吉田氏を称したのに始まる。清幹の子・孫からは行方氏、鹿島氏の諸氏が生まれ、それがさらに多くの分流氏族を生み出していくことになる。
清幹の娘は常陸源氏の源義業に嫁いでおり、2人の間に佐竹氏の初代当主・昌義が生まれている。なお、清幹は義業の弟で自分の外孫でもある源義清と悶着を起こしており、これが切っ掛けとなって義清は甲斐国に追放され甲斐源氏が誕生している。
治承4年（1180年）に源頼朝が挙兵すると、当初は抗戦の構えを見せたが、後に帰順している。鎌倉時代に本家の多気義幹が失脚すると、一族の馬場資幹が惣領の座に就く。これを馬場大掾家と呼ぶ。後世の伝承では常陸平氏の嫡流が代々常陸の大掾を世襲したとされているが、実際に確認できるのは馬場資幹と彼の子孫に限られており、馬場資幹が大掾氏の祖であるとみるのが正しいといえる。

## 一族
- 白方氏
- 多良崎氏
- 勝倉氏
- 藤佐久氏
- 市毛氏
- 武田氏
- 堀口氏
- 道理山氏
- 大戸氏
- 石川氏
- 行方氏
- 鹿島氏
- 馬場氏